# Jean-Baptiste Rongé
Jean-Baptiste Rongé, né le 1er avril 1825 à Liège et mort le 28 octobre 1882 dans cette même ville, est un compositeur et traducteur belge.

## Biographie
Jean-Baptiste Rongé fait ses études musicales au Conservatoire royal de Liège, et y remporte le second Prix de Rome belge en 1851. Il compose notamment des cantates.
Il rencontre le poète André Van Hasselt, ce qui le pousse à se tourner vers la littérature. Ils traduisent tous les deux des livrets en français, dont celui de Don Giovanni, La Flûte enchantée, Der Freischütz et Le Barbier de Séville.
Après la mort d'André Van Hasselt, il revient à la composition et donne notamment un opéra-comique, La Comtesse d'Albany, créé à Liège en 1877. Il compose aussi des pièces chorales, des mélodies et vingt-quatre Études rythmiques pour la voix.